# Kojčice

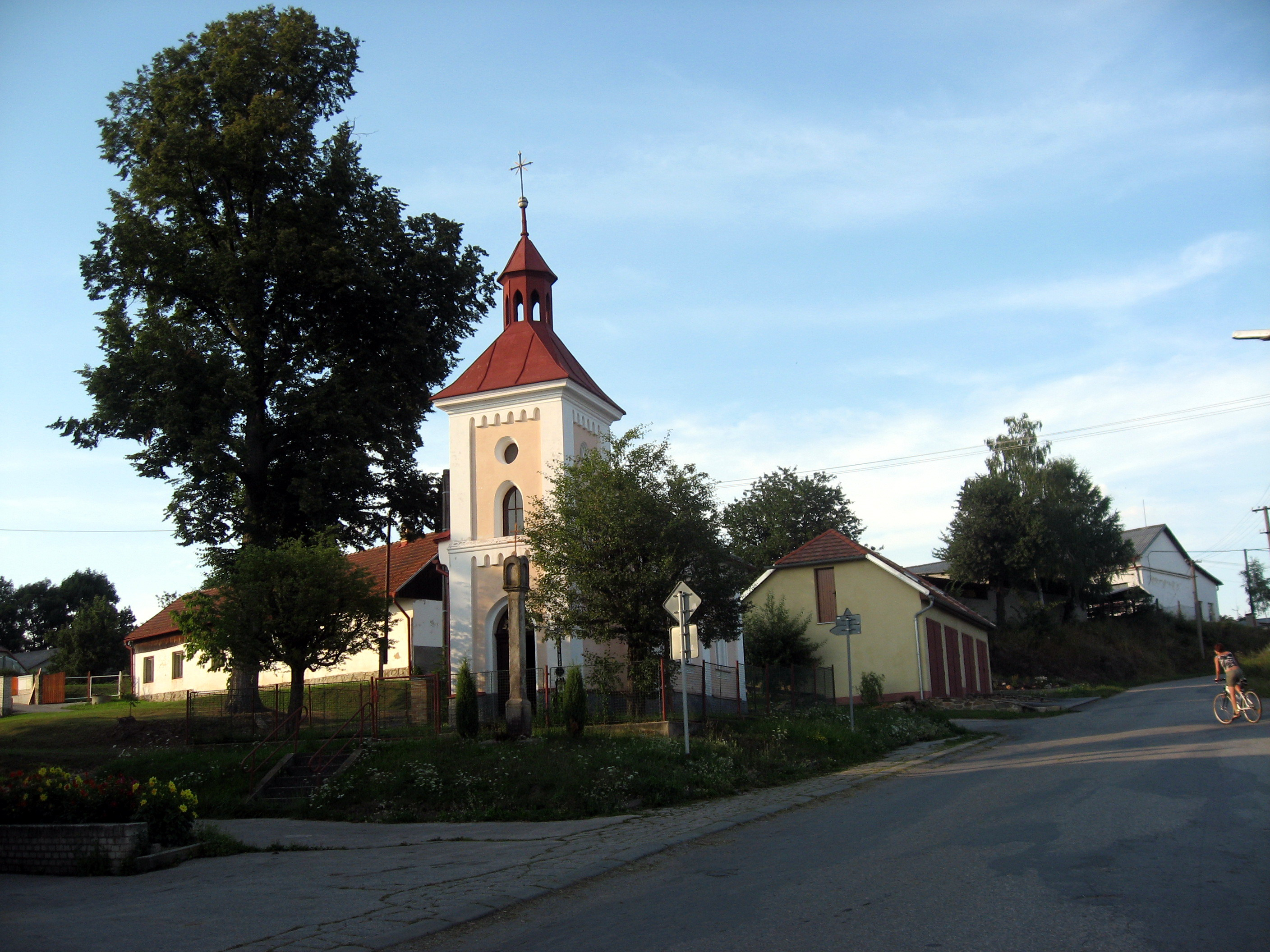
Kojčice (2008)

Kojčice (deutsch Kojtschitz) ist eine Gemeinde in Tschechien. Sie liegt fünf Kilometer nordöstlich von Pelhřimov und gehört zum Okres Pelhřimov.

## Geographie
Kojčice befindet sich am rechten Ufer der Hejlovka in der Böhmisch-Mährischen Höhe. Östlich verläuft die Trasse der Staatsstraße 34/E 551 zwischen Pelhřimov und Humpolec, dahinter erheben sich der Vršek (607 m) und der Hůrka (581 m). Südwestlich des Dorfes liegt die Einmündung der Bělá in die Hejlovka.
Nachbarorte sind Vadčice und Dehtáře im Nordosten, Útěchovičky im Osten, Chvojnov im Südosten, Služátky im Süden, Radětín und Krasíkovice im Südwesten, Pobistrýce im Westen sowie Svépravice im Nordwesten.

## Geschichte
Die erste urkundliche Erwähnung des zur bischöflichen Herrschaft Řečice gehörenden Dorfes Kojčice stammt aus dem Jahre 1379. Die Erwähnung eines Bohuchval von Kojčice im Jahre 1219 deutet darauf hin, dass der Ort zu dieser Zeit schon bestand.
Nach der Teilung der Herrschaft Řečice kam Kojčice, das früher als Kožčice bezeichnet wurde, zur Herrschaft Pelhřimov und damit an die Říčanský von Říčany. 1572 erwarb die Stadt Pelhřimov Kojčice und fünf Jahre später wurde ihr der Ort auch erblich übertragen.
Bis zur Ablösung der Patrimonialherrschaften verblieb das Dorf bei der Stadtgemeinde Pelhřimov.
1850 entstand die Gemeinde Kojčice, in die 1960 der Nachbarort Služátky eingemeindet wurde. Am 1. Januar 1980 kam Kojčice als Ortsteil zur Stadt Pelhřimov und seit dem 24. November 1990 bildet der Ort wieder eine eigene Gemeinde.

## Gemeindegliederung
Für die Gemeinde Kojčice sind keine Ortsteile ausgewiesen. Grundsiedlungseinheiten sind Boučí und Kojčice.

## Sehenswürdigkeiten
- Kapelle des Hl. Johannes am Dorfplatz
- Marterl
- Pestsäule